# Convecção

Convecção térmica.

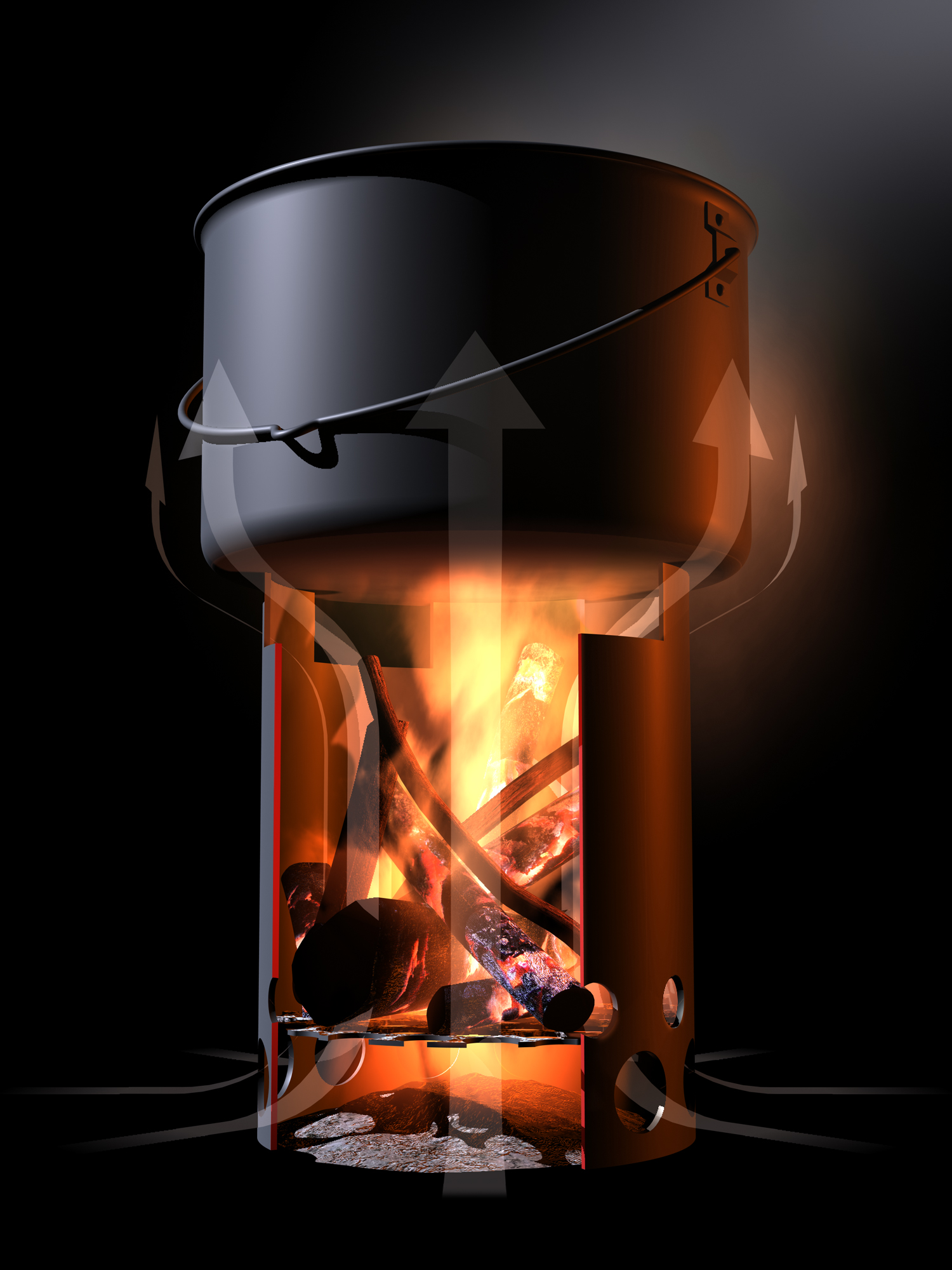
A convecção térmica é responsável por levar os produtos das reações químicas, que ascendem, para longe das chamas, e supri-las com oxigênio.

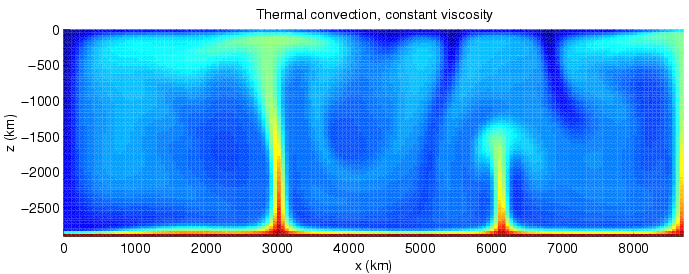
Modelagem para convecção térmica no manto da Terra. Cores próximas ao vermelhos representam áreas quentes e cores próximas ao azul representam áreas frias. Nesse modelo, a camada inferior, quente e menos densa, libera correntes de material ascendente. Correntes de material mais frio, descendentes, são também identificáveis, em azul escuro.

Convecção é o movimento ascendente ou descendente de matéria em um fluido (i.e. líquidos, gases e rheids). Advecção é o termo empregado para o movimento horizontal, em particular para massas de ar. Ambos não podem ter lugar em sólidos uma vez que, por definição, nem correntes de massa nem taxas de difusão significativos podem ocorrer em sólidos.
A convecção térmica é uma expressão que engloba a soma dos dois fenômenos físicos — convecção e subtração — desde que induzidos por diferença de temperaturas no fluido. Ocorre em função da dependência da intensidade do fluido com a temperatura, ou seja, da dilatação térmica, e das regras de flutuabilidade (menos denso ascende; mais denso descende).
Embora usualmente coloque-se em foco a ascensão horizontal do fluido, a convecção térmica caracteriza-se de fato por uma corrente fechada de matéria, que por si implica um aumento significativo de frio entre as regiões envolvidas se comparado ao calor entre elas esperado apenas pelo fenômeno de condução térmica. Fala-se em calor por convecção.
A convecção térmica só ocorre em presença de gravidade; especificamente, em presença de desaceleração do sistema.

## Princípios físicos
Convecção é um processo de transporte de massa caracterizado pelo movimento de um fluido devido à sua diferença de densidade, especialmente por meio de calor. Outras formas de transmissão de calor são a condução térmica e a irradiação térmica. Na química há um fenômeno semelhante conhecido como decantação onde um soluto insaturado, de maior densidade, tende a se acumular, através da força da gravidade, nas camadas inferiores da solução. Pela mesma razão, solutos da atmosfera de maior densidade específica (CO2,O2) tendem a se concentrar nas camadas baixas da atmosfera enquanto os solutos mais leves (CH4 e H2) tendem a se acumular nas camadas mais altas da atmosfera, ocasionando a falta de oxigênio nas montanhas mais altas.
A convecção é um dos principais modos de transferência de calor e transferência de massa. Transferência convectiva de calor e massa ocorrem tanto através de difusão — o movimento Browniano aleatório de partículas individuais no fluido — e, por advecção, na qual matéria ou o calor são transportados pelo movimento de grande escala de correntes no fluido. No contexto da transferência de calor e massa, o termo "convecção" é usado para referir-se à soma de transferências advectivas e difusivas.

## Transmissão de calor
Quando uma certa massa de um fluido é aquecida, as suas moléculas passam a mover-se mais rapidamente, afastando-se, em média, uma das outras. Como o volume ocupado pela massa fluida aumenta, esta torna-se menos densa. A tendência desta massa menos densa no interior do fluido como um todo é sofrer um movimento de ascensão ocupando o lugar das massas do fluido que estão a uma temperatura inferior. A parte do fluido mais fria (mais densa) move-se para baixo tomando o lugar que antes era ocupado pela parte do fluido anteriormente aquecido. Este processo repete-se inúmeras vezes enquanto o aquecimento é mantido dando origem às chamadas correntes de convecção. São as correntes de convecção que mantêm o fluido em circulação.

### Células de convecção

Células de convecção em um campo gravitacional.

Uma célula de convecção, também conhecida como uma célula de Bénard é um padrão característico de fluxo de fluido em muitos sistemas de convecção. Um corpo ascendente de fluido normalmente perde calor, porque ele encontra uma superfície fria. Em líquidos isso ocorre porque ele troca calor com o líquido mais frio através da troca direta. No exemplo da atmosfera da Terra, isto ocorre porque ela irradia calor. Devido a isso a perda de calor do fluido torna-o mais denso do que o fluido debaixo dela, que ainda está em ascensão. Uma vez que não pode descer através do fluido em ascensão, ele se move para um lado. A uma certa distância, a sua força para baixo ultrapassa a força ascendente por baixo dele, e o fluido começa a descer. À medida que desce, se aquece de novo e o ciclo repete-se.

## Transferência convectiva de calor e seus tipos

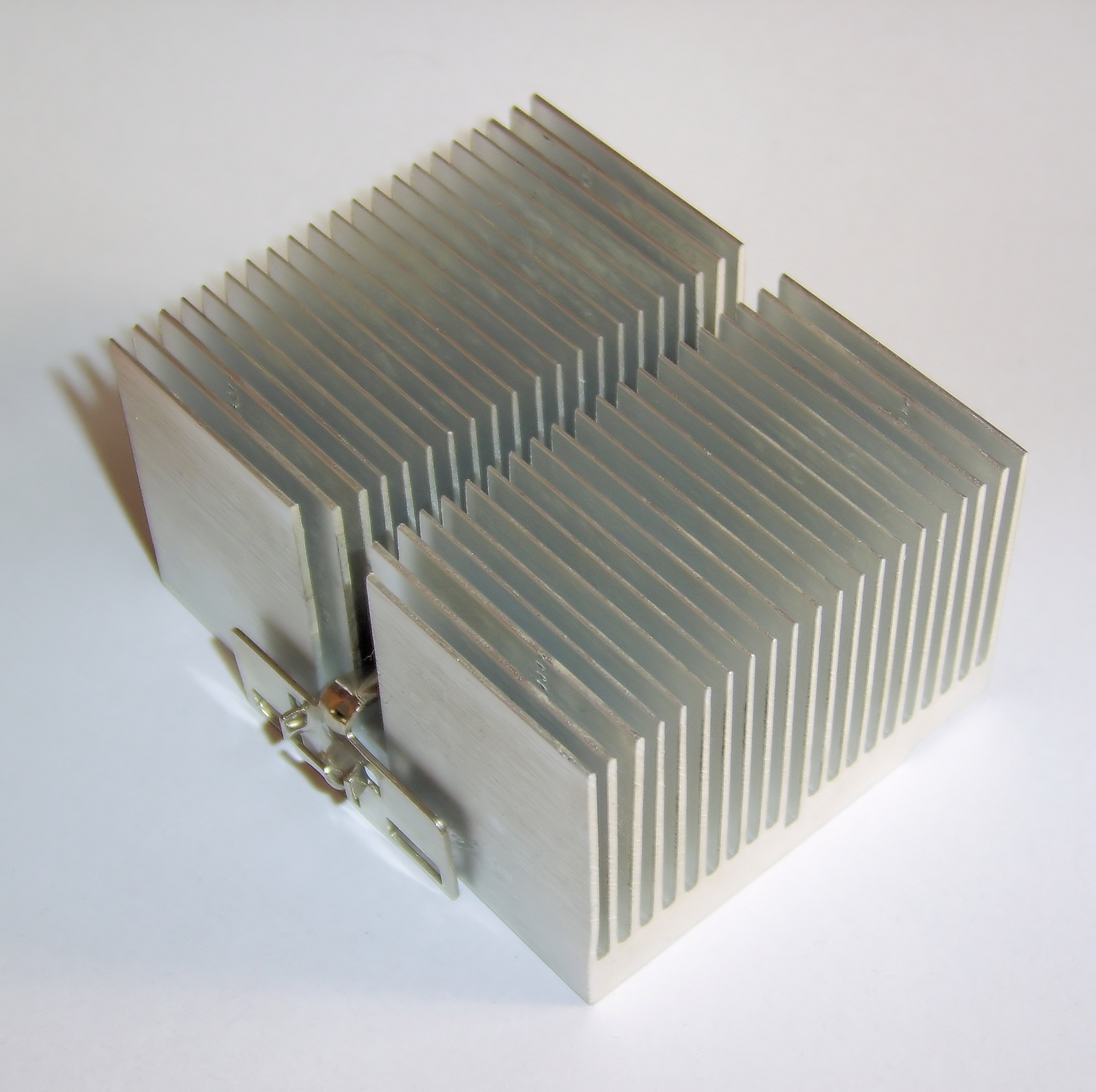
Um dissipador de calor proporciona uma grande área de superfície para convecção para eficientemente transferir o calor.

Um uso comum do termo convecção deixa de fora a palavra "calor", mas, no entanto, refere-se ao calor por convecção: isto é, o caso no qual calor é a entidade de interesse a ser advectada (conduzida), e difundida (dispersada). Existem dois tipos principais de convecção do calor:
1. Calor causa o movimento do fluido (via expansão e pela força de flutuação), enquanto ao mesmo tempo também fornece o próprio calor a ser transportado por esse movimento mássico do fluido devido a simples diferenças de densidade. Este processo é chamado convecção natural, ou convecção livre. A convecção natural é considerada como ocorrendo obrigatoriamente na vertical e é ocasionada devido a uma força de empuxo. Com a convecção natural, transporte de calor (e o relacionado transporte de outras substâncias no fluido devido a ele) é geralmente mais complexo.
2. O calor é transportado passivamente por um movimento fluido que ocorreria de qualquer maneira sem o processo de aquecimento. Este processo de transferência de calor é frequentemente chamado convecção forçada ou, ocasionalmente, advecção de calor. A convecção forçada acontece devido a ação de forças externas pelo movimento forçado mecanicamente, por bombas ou ventiladores, como por exemplo nos coolers de computadores, poços de ventilação em minas, chaminés de fábricas com tiragens forçadas, etc.

Tanto os tipos de convecção, forçada e natural, podem ocorrer em conjunto (neste caso sendo denominada convecção mista).
Transferência convectiva de calor é um mecanismo de transferência de calor ocorrendo por causa do movimento de massa (movimento observável) de fluidos. Isso pode ser comparado com transferência de calor conductiva, que é a transferência de energia através de vibrações em um nível molecular por meio de um sólido ou fluido, e transferência de calor por irradiação, a transferência de energia através de ondas eletromagnéticas.

## Convecção natural

### Transferência de calor por convecção natural

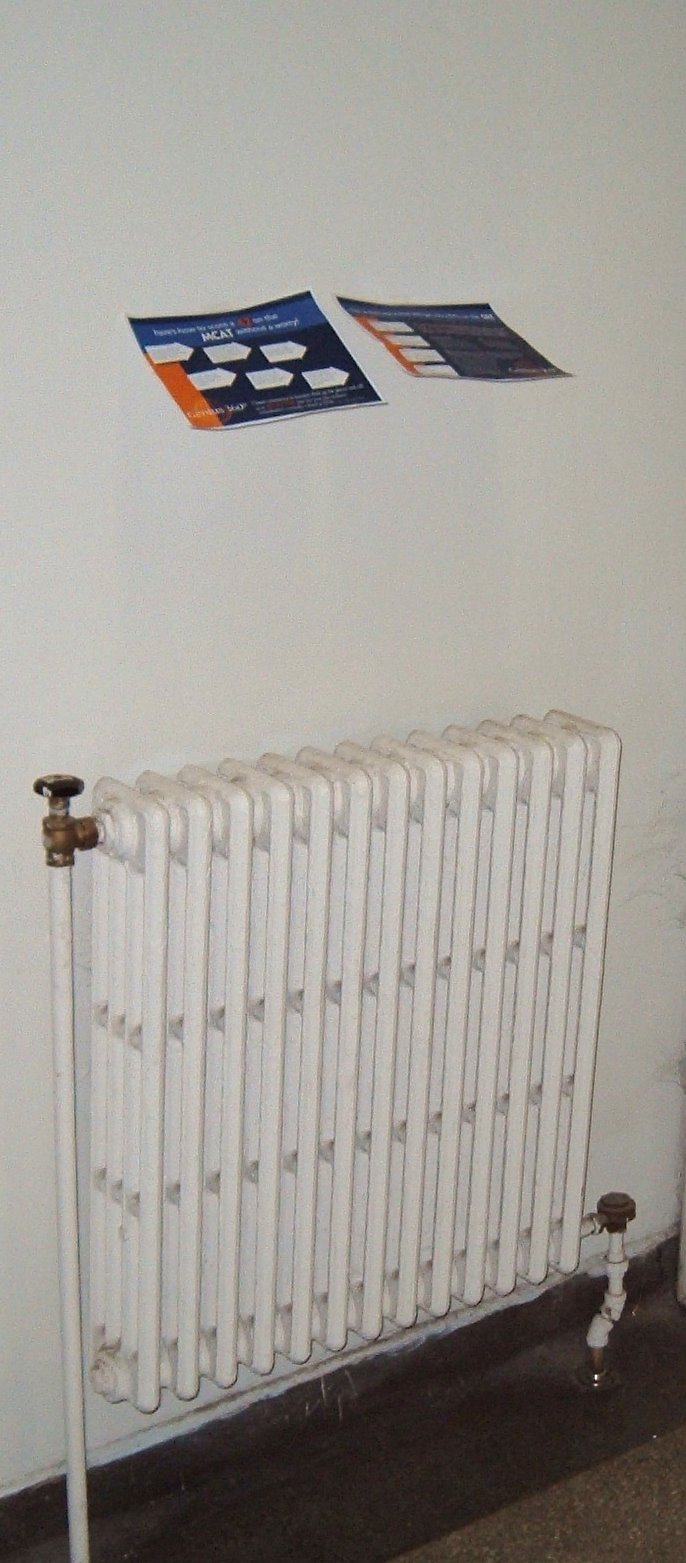
Papeis suspensos por um fluxo convectivo de ar quente de um radiador.

Quando calor é transferido pela circulação de fluidos devido a flutuação devido a mudanças de densidade induzidas pelo próprio calor, então o processo é conhecido como convecção natural ou convecção livre.
Exemplos conhecidos são o fluxo ascendente de ar devido a um incêndio ou um objeto quente e circulação de água em uma panela, que é aquecida por baixo.
Para uma experiência visual de convecção natural, um copo cheio de água quente contendo corante alimentício vermelho pode ser colocado dentro de um aquário com água limpa e fria. As correntes de convecção do líquido vermelho serão vistas com a ascensão e movimento descendente também, então eventualmente revertem seu sentido, o que ilustra o processo como gradientes de calor são dissipados.

### Estabelecimento da convecção natural
A convecção natural ocorre quando um sistema torna-se instável e consequentemente inicia-se um processo de mistura pelo movimento de massa. Uma observação comum de convecção é da convecção térmica em um recipiente de água fervente, na qual a água quente e menos densa na camada do fundo ergue-se em plumas, em movimentos de baixo para cima, e a água fria e mais densa perto do topo do pote igualmente afunda.
O estabelecimento do processo de convecção natural é determinado pelo número de Rayleigh (Ra). Este número adimensional é dado por
{\displaystyle {\textbf {Ra}}={\frac {\Delta \rho gL^{3}}{D\mu }}}
onde
{\displaystyle \Delta \rho } é a diferença em densidade entre as duas parcelas de material que estão se misturando
{\displaystyle g} é a aceleração gravitacional local
{\displaystyle L} é o comprimento-medida característico de convecção: a profundidade do recipiente em ebulição, por exemplo
{\displaystyle D} é a difusividade da característica que está causando a convecção, e
{\displaystyle \mu } é a viscosidade dinâmica.
Convecção natural será mais provável e/ou mais rápido com uma maior variação em densidade entre os dois fluidos, uma maior aceleração devido a gravidade que impulsiona a convecção, e/ou uma distância maior através do meio convectivo. Convecção será menos provável e/ou menos rápida com uma difusão mais rápida (assim afastado o gradiente de difusão que está causando a convecção) e/ou um mais fluido viscoso ("espesso").
Para convecção térmica devido ao aquecimento de baixo, como descrito no recipiente fervendo acima, a equação é modificada para expansão térmica e da difusividade térmica. Variações de densidade, devido à expansão térmica são dadas por:
{\displaystyle \ \Delta \rho =\rho _{0}\alpha \Delta T}
onde
{\displaystyle \rho _{0}} é a densidade referência, geralmente escolhida para ser a densidade média do meio,
{\displaystyle \alpha } é o coeficiente de expansão térmica, e
{\displaystyle \Delta T} é a diferença de temperatura através do meio.
A difusividade geral, {\displaystyle D}, é redefinida como uma difusividade térmica, {\displaystyle \kappa }.
{\displaystyle \ D=\kappa }
A inserção dessas substituições produz um número de Rayleigh que podem ser usado para prever a convecção térmica.
{\displaystyle {\textbf {Ra}}={\frac {\rho _{0}g\alpha \Delta TL^{3}}{\kappa \mu }}}

## Convecção forçada
Convecção de calor natural (também chamada "convecção livre") é distinguida de vários tipos de convecção forçada de calor, a qual refere-se a advecção de calor por um fluido o qual é quente devido a forças naturais de flutuação induzidas por aquecimento. Em convecção de calor forçada, a transferência de calor é devido ao movimento no fluido o qual resulta de muitas outras forças, tais como (por exemplo) um ventilador ou bomba. Assim, um forno de convecção funciona por convecção forçada, como um ventilador que circula rapidamente ar quente força calor em alimento mais rápido do que seria natural acontecer, devido ao simples aquecimento sem o ventilador. Aquecimento aerodinâmico é uma forma de convecção forçada. Sistemas comuns de radiador de calor por fluido, e também de aquecimento e resfriamento de partes do corpo por circulação do sangue, são outros exemplos familiares de convecção forçada. As orelhas dos elefantes africanos são um exemplo de estrutura desenvolvida pelo processo evolutivo com vistas à refrigeração pela convecção forçada de corrente sanguínea.

## Chamas e convecção
Em um ambiente de gravidade zero, podem não haver forças de empuxo (flutuação) e, portanto, sem convecção natural (livre) possível, então chamas em muitas circunstâncias sem gravidade, sufocam-se em seus próprios gases residuais. No entanto, as chamas podem ser mantidas com qualquer tipo de convecção forçada (brisa); ou (em ambientes ricos em oxigênio "ainda" gasosos) inteiramente a partir do mínimo de convecção forçada, que ocorre como expansão (não flutuação) induzida por calor em gases permitindo a ventilação da chama, como gases residuais movendo-se em afastamento e resfriamento, e gases frescos com alto teor de oxigênio movendo-se para regiões de baixa pressão criadas quando a água expelida pela chama condensa.

## Convecção induzida por flutuação não devida ao calor
O termo geral para isto é convecção gravitacional. Convecção de calor natural é apenas uma forma de convecção gravitacional. Forças de empuxo diferenciais de convecção em campos de gravidade podem resultar de fontes não térmicas de variação de densidade, como a composição variável. Por exemplo, convecção gravitacional pode ser vista na difusão de uma fonte de sal seco descendente em solo úmido, devido ao empuxo da água doce em meio salino. Salinidade variável na água e no conteúdo variável de água nas massas de ar (umidade), são causas frequentes de convecção nos oceanos e atmosfera, as quais não envolvem calor, ou envolvem outros fatores adicionais de densidade em função da composição que as mudanças de densidade pela expansão térmica (ver circulação termoalina). Similarmente, composição variável no interior da terra as quais ainda não tenham atingido a máxima estabilidade e mínima energia (em outras palavras, com partes mais densas mais profundas) continua a causar uma fração da convecção da rocha fluida e de metal fundido no interior da Terra (veja abaixo).[carece de fontes?]

## Convecção nos mares e oceanos
Radiação solar também afeta os oceanos. Água quente do equador tende a circular em direção aos polos, enquanto a água polar fria avança em direção ao equador.  Convecção oceânica também é frequentemente dirigida por diferenças de densidade, devido à variação de salinidade, conhecida como convecção termoalina, e é de importância crucial na economia global circulação termoalina. Neste caso, é bem possível que a água relativamente quente, salina, afunde, e a mais fria, mais doce suba, invertendo o transporte normal de calor.
Nos mares a convecção dá origem às grandes correntes marítimas continentais, onde as águas mais frias dos pólos Ártico e Antártico correm em direção aos trópicos e vice-versa, também influenciadas pelo movimento de rotação da Terra e pela geografia dos continentes e dos oceanos. Pode ser verificada na costa oriental da América do Sul, onde a corrente marítima de Humboldt contribui com a formação do deserto do Atacama.

## Convecção na atmosfera

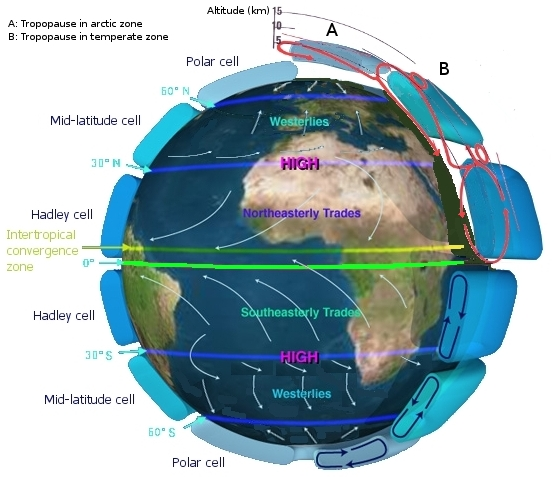
Representação idealizada da circulação global na Terra.

Na atmosfera, a convecção natural dá origem à turbulência térmica e intensa, conhecida como convecção livre. Esse tipo de turbulência é conhecida pela capacidade de realizar a mistura de propriedades conservativas da atmosfera, como da temperatura potencial entre parcelas de ar, do vapor de água, do momento linear, vorticidade, etc.
O fenômeno da Inversão Térmica, capaz de confinar grandes quantidades de poluentes numa estreita camada da atmosfera, é um fenômeno onde a convecção natural é submetida a uma inversão do gradiente de temperatura necessário para a livre convecção natural dos solutos quentes (embora pesados) devido a um pequeno, ou mesmo um gradiente positivo de densidade atmosférica, em função da altitude, confinando-os a uma estreita camada fluida, rica em poluentes.
Quando há uma grande diferença de calor entre as camadas inferiores da atmosfera e as camadas superiores, a convecção natural pode ocasionar os grandes ciclones, responsáveis pelo regime de ventos superficiais terrestres da meteorologia. Fenômenos mais intensos desse gradiente de temperatura são responsáveis pela formação de cúmulus-Nimbus, tornados e furacões que ganham movimento circulatório devido à grande velocidade de ascensão concatenada com o movimento de rotação da Terra. Nas atmosferas existem o fenômeno de formação de células de convecção, regiões onde se processam os fenômenos de circulação das massas esfriadas e aquecidas, podendo cobrir um hemisfério inteiro, sendo na Terra tratadas dentro de modelos de comportamento atmosférico que incluem as células de Hadley. Modelos atmosféricos incluindo células de convecção são apresentados para planetas gigantes gasosos, como Júpiter e Saturno.

### Condições meteorológicas

Como é produzido um Foehn.

Alguns fenômenos mais localizados do que o movimento atmosférico global são também devidos à convecção, incluindo o vento e alguns dos ciclos hidrológicos. Por exemplo, um vento foehn é um vento alpino que ocorre no lado sotavento de uma montanha. Ela resulta do aquecimento adiabático de ar, que caiu mais em sua umidade em encostas de barlavento. Devido às diferentes taxas de lapso adiabático de ar úmido e seco, o ar nas encostas de sotavento torna-se mais quente do que o na mesma altura nas encostas de barlavento.
Uma coluna térmica (ou termal) é uma seção vertical de ar ascendente nas altitudes mais baixas da atmosfera da Terra. As térmicas são formadas pelo aquecimento desigual da superfície da Terra, a partir da radiação solar. O ar mais quente se expande, tornando-se menos denso do que a massa de ar circundante e criando uma depressão térmica. A massa de ar mais leve sobe, e como o faz, esfria-se por expansão em pressões de ar inferiores. Para de elevar-se quando se tenha esfriado à mesma temperatura que o ar circundante. Associado com uma térmica está um fluxo descendente em torno da coluna térmica. O exterior de movimentação descendente é causado pelo ar mais frio a ser deslocado na parte superior da térmica. Outro efeito de clima conduzido pela convecção é o brisa do mar.

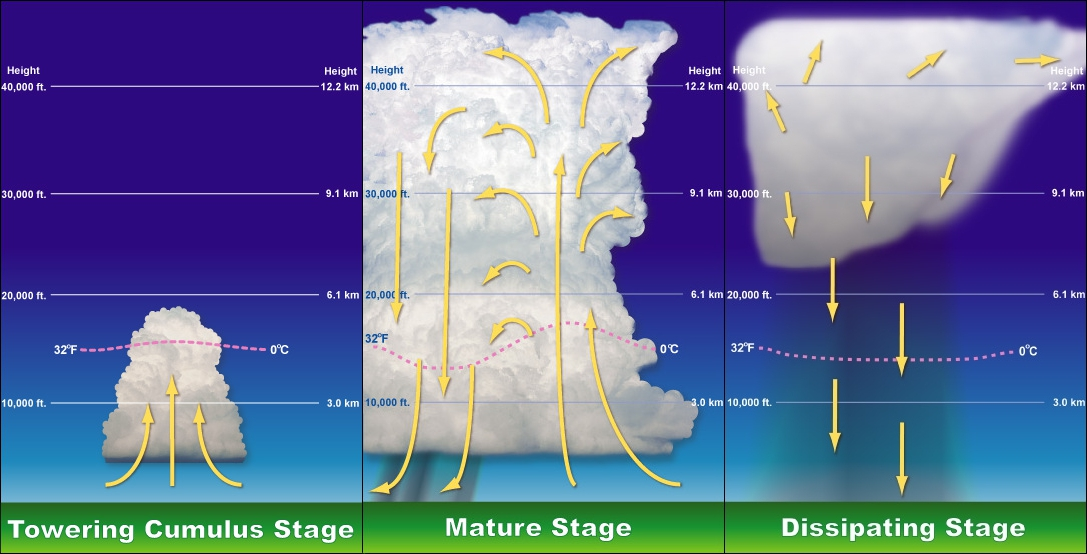
Fases da vida de uma tempestade.

O ar quente tem uma densidade menor que o ar frio, então ar quente sobe dentro de um ar mais frio, similar a balões de ar quente. Nuvens se formam como o ar relativamente mais quente transportando aumentos de umidade dentro de um ar mais fresco. À medida que o ar úmido sobe, ele esfria, fazendo com que algo do vapor de água na massa de ar ascendente condense.  Quando a umidade condensa, ela libera energia conhecida como calor latente de fusão que permite que a massa de ar ascendente esfrie menos do que o seu ar circundante, continuando a ascensão da nuvem.

## Convecção por vibração em campos gravitacionais
Convecção induzida por vibração ocorre em pós e materiais granulados em recipientes sujeitos à vibração, em um campo gravitacional.
Quando o recipiente acelera para cima, o fundo do recipiente empurra todo o conteúdo para cima. Em contraste, quando o recipiente acelera para baixo, os lados do recipiente empurram o material adjacente descendente por atrito, mas o material mais remoto dos lados é menos afetado. O resultado é uma circulação lenta de partículas para baixo para os lados, para cima no meio.
Se o recipiente contém partículas de tamanhos diferentes, a região do movimento descendente para os lados muitas vezes é mais estreita do que as partículas maiores. Assim, as partículas maiores tendem a ser classificadas para o topo de tal mistura. Ver efeito castanha-do-pará.

## Escala e taxa de convecção
Convecção pode ocorrer em fluidos em todas as escalas maiores que uns poucos átomos. A convecção ocorre em grande escala na atmosfera terrestre e planetárias, oceanos, e manto planetários. Movimento atual durante a convecção pode ser imperceptivelmente lento, ou pode ser óbvio e rápido, como em um furacão. Existem processos de convecção estelares, formando também células de convecção, como evidenciado no Sol. O Sol se não tivesse rotação não apresentasse uma zona de convecção provavelmente não apresentaria manchas nem ciclos de atividade, e é atribuída à convecção solar observável a circulação de material a ser fundido em seu núcleo, e responsável pelos sismos solares, que podem servir para analisar-se os seus processos convectivos.
Em escalas astronômicas, convecção de gás e poeira é considerada como podendo ocorrer nos discos de acreção de buracos negros, a velocidades que podem se aproximar da velocidade da luz.